# Chuck McCann
Charles John Thomas "Chuck" McCann (2 tháng 9 năm 1934 – 8 tháng 4 năm 2018) là một giáo viên dạy thể dục thẩm mỹ, diễn viên và diễn viên tấu hài người Mỹ. Ông được biết đến với thái độ lập dị, cường điệu và tràn đầy năng lượng của mình.

## Tiểu sử
McCann sinh ra với tên Charles Jonathan Thomas McCann ở Brooklyn, New York vào 2 tháng 9 năm 1934.